# Chordeiles rupestris
Chordeiles rupestris е вид птица от семейство Caprimulgidae.

## Разпространение
Видът е разпространен в Боливия, Бразилия, Венецуела, Еквадор, Колумбия и Перу.